# 자연조경

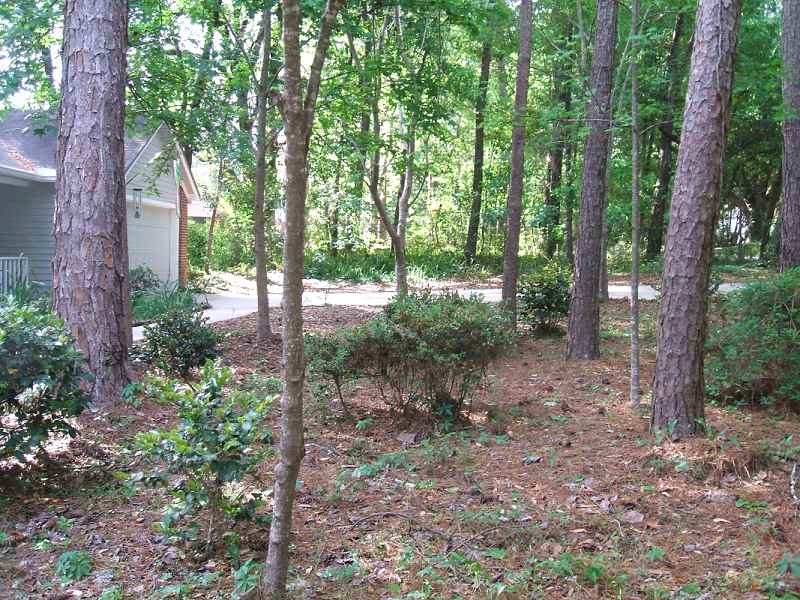
소나무속, 단풍나무, 미국풍나무를 이용한 자연경관

자연조경(natural landscaping)은 정원의 지리적 영역에 국한된 나무, 관목, 지표면 및 풀을 포함한 자생 식물을 활용하는 것이다.

## 장점

### 유지관리
자연조경은 기후, 지리, 수문학에 적응하며, 자생 식물이 수천 년에 걸쳐 현지 조건에 적응하고 진화해 왔다는 점을 고려하면 유지 관리를 위해 살충제, 비료, 물 공급이 필요하지 않다. 그러나 이러한 적용은 나무와 기타 식물의 예방적 관리를 위해 필요할 수 있다.
자생식물은 "유지 관리가 적은" 원예 및 조경에 대한 오늘날의 관심에 적합하며, 많은 종은 활기차고 강건하며 겨울 추위와 여름 더위에서 살아남을 수 있다. 일단 자리를 잡으면 관개나 비료 없이도 잘 자랄 수 있으며 대부분의 해충과 질병에 저항력이 있다.
많은 지방자치단체에서는 지방자치단체의 예산 제약 및 삭감으로 인해 자연 조경의 이점을 빠르게 인식했으며 이제 일반 대중은 물을 절약하고 더 많은 개인 시간을 창출하기 위해 자연 조경 기술을 구현하여 혜택을 누리고 있다.

### 생태와 서식지
자생 식물은 나비, 새, 수분 매개자 및 기타 야생 동물의 자생종에게 적합한 서식지를 제공한다. 그들은 자주 심는 도입종, 재배종, 침입종에 대한 무수한 대안을 제공함으로써 정원에 더 많은 다양성을 제공한다. 토종 식물은 동물, 균류, 미생물과 함께 복잡한 관계 네트워크를 형성하며 공진화해 왔다. 그들은 원주민 서식지와 생태계, 또는 자연 공동체의 기초이다.
이러한 정원은 지역 기후, 해충, 초식동물, 토양 조건에 적응하고 진화하는 식물의 이점을 활용하는 경우가 많으며, 아름답고 유지 관리가 적으며 지속 가능성을 높이기 위해 토양 개량, 관개, 살충제 및 제초제가 거의 또는 전혀 필요하지 않을 수 있다.

## 같이 보기
- 퍼머컬처
- 테루아르
- 야생 동물 정원

## 추가 문헌
- Christopher, Thomas, 편집. (2011), 《The New American Landscape: Leading Voices on the Future of Sustainable Gardening》, Timber Press, ISBN 9781604691863
- Diekelmann, John; Robert M. Schuster (2002), 《Natural Landscaping: Designing with Native Plant Communities》, University of Wisconsin Press, ISBN 9780299173241
- Stein, Sara (1993), 《Noah's Garden: Restoring the Ecology of Our Own Back Yards》, Houghton-Mifflin, ISBN 0-395-65373-8
- Stein, Sara (1997). 《Planting Noah's Garden: Further Adventures in Backyard Ecology》. Houghton-Mifflin. ISBN 9780395709603.
- Tallamy, Douglas W. (2007). 《Bringing Nature Home: How Native Plants Sustain Wildlife in Our Gardens》 (영어). Timber Press. ISBN 978-0-88192-854-9.
- Tallamy, Douglas W. (2020). 《Nature's Best Hope: A New Approach to Conservation That Starts in Your Yard》 (영어). Timber Press. ISBN 978-1604699005.
- Wasowski, Andy and Sally (2000). 《The Landscaping Revolution: Garden With Mother Nature, Not Against Her》. Contemporary Books. ISBN 9780809226658.
- Wasowski, Sally (2001). 《Gardening With Prairie Plants: How to Create Beautiful Native Landscapes》. University of Minnesota Press. ISBN 0816630879.